# آرثر بيكر
آرثر بيكر (بالإنجليزية: Arthur Baker)‏ هو كاتب أغاني وملحن ومنتج أسطوانات ودي جيه أمريكي، ولد في 22 أبريل 1955 في بوسطن في الولايات المتحدة.

## وصلات خارجية
- آرثر بيكر على موقع IMDb (الإنجليزية)
- آرثر بيكر على موقع ميوزك برينز (الإنجليزية)
- آرثر بيكر على موقع ميوزك برينز (الإنجليزية)
- آرثر بيكر على موقع أول ميوزيك (الإنجليزية)
- آرثر بيكر على موقع أول ميوزيك (الإنجليزية)
- آرثر بيكر على موقع ديسكوغز (الإنجليزية)
- آرثر بيكر على موقع ديسكوغز (الإنجليزية)
- آرثر بيكر على موقع قاعدة بيانات الفيلم (الإنجليزية)